# Romos
Romos – wieś w Rumunii, w okręgu Hunedoara, w gminie Romos. W 2011 roku liczyła 1041 mieszkańców.